# A Pele do Futuro
A Pele do Futuro é o trigésimo sétimo álbum de estúdio da cantora brasileira Gal Costa, lançado em 28 de setembro de 2018, através da gravadora Biscoito Fino. Produzido pelos músicos Marcus Preto e Pupillo, o disco contém as participações especiais de Marília Mendonça e Maria Bethânia e composições de vários artistas renomados, como Gilberto Gil, Adriana Calcanhoto, Nando Reis, entre outros.

## Lista de faixas
| A Pele do Futuro — Edição padrão |                                            |                                                     |         |  |
| N.º                              | Título                                     | Compositor(es)                                      | Duração |  |
| 1.                               | "Sublime"                                  | Dani Black                                          | 4:43    |  |
| 2.                               | "Palavras No Corpo"                        | Omar Salomão Silva                                  | 3:59    |  |
| 3.                               | "Vida Que Segue"                           | Hyldon                                              | 3:50    |  |
| 4.                               | "Cuidando de Longe" (com Marília Mendonça) | Mendonça Juliano Tchula Vinicius Poeta Junior Gomes | 3:40    |  |
| 5.                               | "Livre do Amor"                            | Adriana Calcanhotto                                 | 4:48    |  |
| 6.                               | "Puro Sangue (Libelo do Perdão)"           | Guilherme Arantes                                   | 4:30    |  |
| 7.                               | "Realmente Lindo"                          | Tim Bernardes                                       | 3:29    |  |
| 8.                               | "Viagem Passageira"                        | Gilberto Gil                                        | 4:03    |  |
| 9.                               | "Cabelos e Unhas"                          | Paulinho Moska Bruno Góes                           | 3:04    |  |
| 10.                              | "Dentro da Lei"                            | Djavan                                              | 3:00    |  |
| 11.                              | "Minha Mãe" (com Maria Bethânia)           | César Lacerda Jorge Mautner                         | 4:40    |  |
| 12.                              | "Mãe de Todas Vozes"                       | Nando Reis                                          | 3:16    |  |
| 13.                              | "Abre-Alas do Verão"                       | Erasmo Carlos Emicida                               | 3:31    |  |
| Duração total:                   | Duração total:                             | Duração total:                                      | 50:40   |  |